# Gerard Portielje
Gerard Portielje, né à Anvers le 6 février 1856 et mort à Remich (Luxembourg) le 18 mai 1929, est un peintre belge.

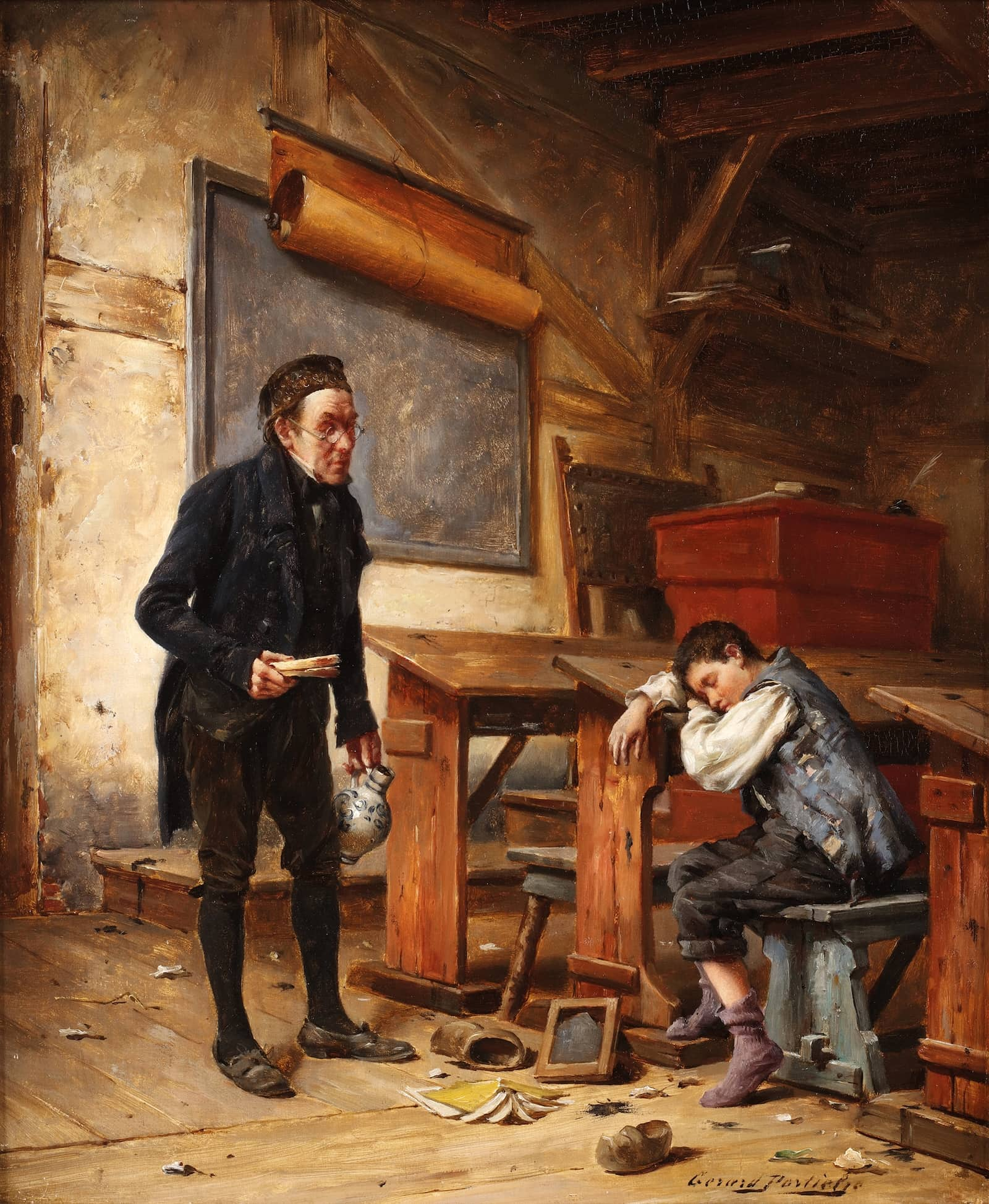
L'Écolier fatigué (Collection Belge)

## Biographie
Gerard Portielje est le fils du peintre Jan Portielje (nl) (1828-1903) et d'Eulalie Lemaire. Son frère cadet Edward Portielje est également peintre.
Il fut membre du cercle anversois De Scalden.